# 2767 Takenouchi
A 2767 Takenouchi (ideiglenes jelöléssel 1967 UM) a Naprendszer kisbolygóövében található aszteroida. Luboš Kohoutek fedezte fel 1967. október 30-án.